# Cons
- Per la deïtat romana Cons, vegeu: Cons (mitologia)

Els cons o conis (llatí: Chones grec antic: Χῶνες) eren un poble de la banda sud d'Itàlia, que van ocupar part de Lucània i Brútium, a la vora del golf de Tàrent. Eren de la mateixa ètnia que els enotris, i com ells, se'ls considerava d'origen pelasg. Estrabó diu que eren més civilitzats que la resta d'enotris, i que ocupaven els territoris de Metapontum i Siris.
Segons Estrabó, que cita a Antíoc de Siracusa, la seva ciutat principal era Cone (Chone), al Brútium, encara que ell mateix l'anomena Chonia. Hi vivien quan van arribar els grecs però ja havien desaparegut a l'arribada dels romans.
William Smith relaciona als cons amb els Caons, una antiga tribu grega que habitava la regió de l'Epir.